# Суроватихинский сельсовет
Суроватихинский сельсовет — муниципальное образование (сельское поселение) в составе Дальнеконстантиновского района Нижегородской области. Административный центр — посёлок при станции Суроватиха.

## История
Статус и границы сельского поселения установлены Законом Нижегородской области от 15 июня 2004 года № 60-З «О наделении муниципальных образований - городов, рабочих посёлков и сельсоветов Нижегородской области статусом городского, сельского поселения».
Законом Нижегородской области от 28 августа 2009 года № 139-З сельские поселения Суроватихинский сельсовет и Мигалихинский сельсовет объединены в сельское поселение Суроватихинский сельсовет.

## Население
| 2002  | 2010  | 2012  | 2013  | 2014  | 2015  | 2016  |
| ----- | ----- | ----- | ----- | ----- | ----- | ----- |
| 6710  | ↘5812 | ↗5836 | ↗5842 | ↘5785 | ↘5715 | ↘5665 |
| 2017  | 2018  | 2019  | 2020  | 2021  |       |       |
| ↘5600 | ↗5646 | ↘5604 | ↘5564 | ↘5089 |       |       |

## Состав сельского поселения
| №  | Населённый пункт | Тип населённого пункта                  | Население |
| -- | ---------------- | --------------------------------------- | --------- |
| 1  | Арапиха          | деревня                                 | ↘24       |
| 2  | Дубки            | посёлок                                 | ↘255      |
| 3  | Застенный        | посёлок                                 | ↘18       |
| 4  | Кажлейка         | село                                    | ↘52       |
| 5  | Касаткино        | посёлок                                 | ↘25       |
| 6  | Мигалиха         | село                                    | ↘134      |
| 7  | Муравьиха        | село                                    | ↘773      |
| 8  | Надеждино        | деревня                                 | ↘20       |
| 9  | Новые Березники  | село                                    | ↘142      |
| 10 | Ольгино          | деревня                                 | ↘23       |
| 11 | Сечуга           | посёлок                                 | ↗2        |
| 12 | Суроватиха       | посёлок станции, административный центр | ↘3569     |
| 13 | Суроватиха       | село                                    | ↘113      |